# Le nouveau mouvement
Le nouveau mouvement (en anglais : The New Movement ; abrégé TNM) est un parti politique guyanien.

## Histoire

### Fondation
Le nouveau mouvement (TNM) est fondé le 21 novembre 2023 par un groupe de jeune professionnel principalement composé de docteurs. Il est dirigé par Asha Kissoon, médecin à l'hôpital public de Georgetown.

### Élections générales de 2020
Le parti se présente aux élections générales de 2020 avec Asha Kissoon comme candidate à la présidence de la République. Le TNM ne remporte que 244 voix mais obtient un siège partagé à l'Assemblée nationale grâce à une alliance électorale avec le Parti de la liberté et de la justice et Un Guyana nouveau et uni.
Dans le respect de l'accord passé entre les partis de l'alliance, le député Lenox Shuman du LJP est remplacé par Asha Kissoon, le 31 mars 2023.

## Résultat électoraux
| Élection | Candidat présidentiel | Votes | %    | Sièges | Rang | +/- |
| -------- | --------------------- | ----- | ---- | ------ | ---- | --- |
| 2020     | Asha Kissoon          | 244   | 0,05 | 1 / 65 | 9e   | Nv  |